# هیدا، گیفو
هیدا در استان گیفو در کشور ژاپن واقع شده است  که دارای جمعیت ۲۸٬۱۱۲ نفر و مساحت ۷۹۲٫۳۱ کیلومتر مربع با تراکم جمعیت ۳۵٫۵  نفر در کیلومترمربع است و در تاریخ ۱ فوریه ۲۰۰۴ به عنوان شهر شناخته شد.